# Cine-Teatro Fausto
El Cine Fausto o Teatro Fausto és un teatre de l'Havana (Cuba) projectat el 1936 i finalitzat el 1938 per l'arquitecte Saturnino Mario Parajón. L'estil és Art-Déco amb capacitat per a 1.640 espectadors.